# Un hijo cayó del cielo
Un hijo cayó del cielo é uma telenovela mexicana, produzida pela Televisa e exibida em 1962 pelo Telesistema Mexicano.

## Elenco
- Miguel Córcega
- Ángel Garasa
- Bárbara Gil
- Héctor Suárez